# 5389 Choikaiyau
5389 Choikaiyau eller 1981 UB10 är en asteroid i huvudbältet som upptäcktes den 29 oktober 1981 av Purple Mountain-observatoriet i Nanjing, Kina. Den är uppkallad efter Kai-Yau Choi.
Asteroiden har en diameter på ungefär 4 kilometer.